# Armé
En armé (af latin: armare, bevæbne) er en militær enhed der består af et antal armékorps. Flere arméer udgør en armégruppe.
På stabskort markeres en armé som en kasse med 4 X'er og et nummer, f.eks. 8. Armé (Ørkenrotterne) under general Bernard Law Montgomery, og 6. Armé under general, senere feltmarskal, Friedrich Paulus (Slaget om Stalingrad).
I daglig tale er armé synonymt med hær.
Chefen for en armé er typisk en fire-stjernet general.